# Evgenij
Flavij Evgenij (latinsko Flavius Eugenius), rimski uzurpator, † 6. september 394.
Po smrti cesarja Valentinijana II. je frankovski vojaški poveljnik Arbogast, ki je verjetno bil vpleten v Valentinijanovo smrt, povzdignil Evgenija, prej učitelja retorike, v cesarja Zahodnega rimskega cesarstva (22. avgusta 392). 
Vzhodni cesar Teodozij I. Evgenija ni priznal in je proti njemu začel zbirati čete. Vojski sta se spopadli 6. septembra 394 v bitki pri Mrzli reki. Bitka je trajala dva dni, na koncu je zmagal Teodozij. Arbogast je naredil samomor, Evgenija pa so ujeli in usmrtili kot zločinca. 
Evgenijeva vladavina je zaznamovala konec enega obdobja in začetek drugega. Leto po bitki je Teodozij umrl in imperij razdelil med sinova Arkadija in Honorija. Imperij je bil dokončno razdeljen in zahodni del je kmalu propadel. 
Evgenij je prav tako predstavljal zadnji poskus poganstva in senatorjev, da bi zaustavili pokristjanjevanje imperija.